# Авлигови
Авлигови (Oriolidae) са семейство средно големи птици от разред Врабчоподобни (Passeriformes).
Разпространени са в Стария свят и Австралия, като някои видове са прелетни. Достигат 20 – 30 сантиметра дължина, като при повечето видове човката е с дължината на главата и леко извита. Живеят по дърветата и търсят храната си – плодове, членестоноги и цветен нектар – в техните корони.

## Родове
Семейство Oriolidae – Авлигови
- Sphecotheres
- Pitohui
- Oriolus – Авлиги